# Якорування
Якорування або прив'язка чи фокусування — це когнітивне упередження, яке описує звичайну схильність людей при прийнятті рішень надто сильно покладатися на перший запропонований шматок інформації («якір»). В процесі прийняття рішень, якорування відбувається, коли людина використовує початкову інформацію для прийняття наступних рішень. Після встановлення якоря, інші рішення робляться, відштовхуючись від нього, і існує упередження в частині інтерпретації іншої інформації з урахуванням якоря. Наприклад, початкова ціна, запропонована за б/в машину встановлює стандарт для решти переговорів (торгів) таким чином, що ціни, нижчі за початково встановлену, вбачаються більш прийнятними, навіть якщо вони все ще вище реальної вартості такої машини.

## Ефект фокусування
Ефект фокусування (або ілюзія фокусування) — це когнітивне упередження, яке виникає, коли люди надають надмірної важливості одному з аспектів події, що спричиняє помилку у точному передбаченні корисності майбутнього наслідку.
Люди фокусуються на значущих відмінностях, виключаючи менш помітні, при оцінці щастя або зручності. Наприклад, коли людей в США запитали, чи вважають вони, що мешканці Каліфорнії більш щасливі ніж Середнього Заходу, і ті, і інші сказали, що каліфорнійці повинні бути щасливішими, хоча дослідження показують однаковий рівень щастя. Упередження в тому, що більшість опитаних людей фокусувалися (та переоцінювали) на таких аспектах як сонячна погода та уявне легке життя в Каліфорнії та недооцінювали інші аспекти життя та детермінанти щастя, наприклад низький рівень злочинності та безпека від природних катастроф, як от землетруси (а обидва ці фактори в Каліфорнії відсутні).
Так само, зростання зарплатні має лише малий та минучий ефект на рівень щастя та задоволення життям, однак люди постійно переоцінюють його вплив. Деніел Канеман з колегами запропонували гіпотезу, що це є наслідком ілюзії фокусування, коли люди фокусуються на стандартних вимірах успіху, замість рутини щоденного життя.

## Евристика якорування та коригування
Якорування та коригування — це психологічна евристика, що впливає на те, як люди інтуїтивно оцінюють ймовірності. Відповідно до цієї евристики, люди починають з неявно запропонованого їм орієнтиру («якоря») та коригують його до досягнення своєї оцінки. Людина починає з першого наближення (якір), а потім робить маленькі коригування на основі додаткової інформації. І такі коригування як правило незначимі, що надає якорю значного впливу на майбутню оцінку.

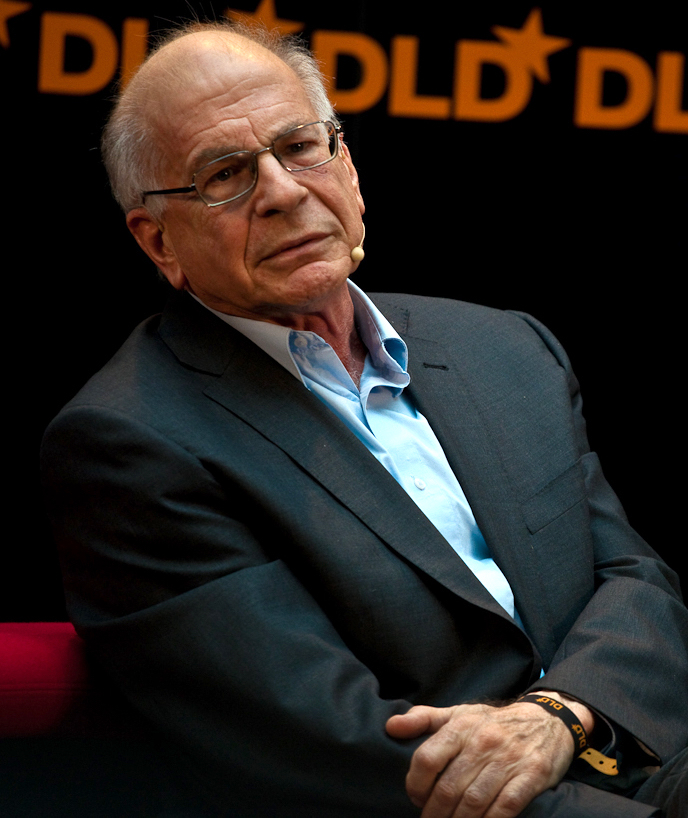
Деніел Канеман, один з перших дослідників якорування

Гіпотезу про евристику якорування та коригування вперше висунули Еймос Тверські та Деніел Канеман. В одному з їх перших досліджень, учасників попросили, протягом 5 секунд помножити числа від одного до восьми, але в двох варіантах: або як {\displaystyle 1\times 2\times 3\times 4\times 5\times 6\times 7\times 8}, або обернено {\displaystyle 8\times 7\times 6\times 5\times 4\times 3\times 2\times 1}. Оскільки в учасників не було часу порахувати повну відповідь, вони були вимушені надати оцінку після декількох перших множень. Коли їх результат їх множення був малим (бо ряд починався з малих чисел) — середня оцінка була 512; коли навпаки — 2 250 (Правильна відповідь — 40 320). В іншому дослідженні цих науковців, учасники спостерігали за рулеткою, яка буда «підрихтована» зупинятися лише на цифрах 10 або 65. Після цього учасників попросили вгадати відсоток членів ООН — африканських країн. Учасники, чиє колесо зупинилося на цифрі 10, зазначали нижчий відсоток (в середньому 25%), ніж ті, чиє колесо зупинилося на 65 (в середньому 45%). Ця тенденція зберігалась і в інших експериментах для різноманітних предметів оцінки.
В іншому прикладі дослідження, Ден Аріелі просив аудиторію спочатку записати дві останніх цифри свого номера соціального забезпечення та подумати про те, чи готові вони сплатити цю суму в доларах за предмети, реальна вартість яких їм не відома, — вино, шоколад та комп'ютерне обладнання. Після цього, учасників попросили взяти участь в аукціоні цих предметів, подавши заявки на них. В результаті, учасники, які мали більше значення останніх двох цифр, подали заявки з сумами, які були на 60-120% вищі, ніж заявки людей з меншими двома останніми цифрами. Ці дві останні цифри стали якорем.

### Складність уникнути якорування
Різноманітні дослідження показують, що якорування дуже важко уникнути. Наприклад, в одному з досліджень студентам запропонували якорі, які були вочевидь невірними: їх спитали, чи Махатма Ганді помер до або після 9 років, або до або після 140 років. Очевидно, що жоден з цих якорів не може бути правильним, однак дві групи все одно вгадували по-різному (середній вік був 50 років vs 67 років).
Інші дослідження намагалися скасувати ефект якорування більш прямо. Так, у дослідженні причин та якостей якорування, учасникам надали якір і попросили вгадати, скільки сімейних лікарів можна знайти в місцевій телефонній книзі. Додатково, їх спеціально поінформували, що якорування «засмітить» їх відповідь, і що учасники повинні докласти зусиль, щоб цього не відбулось. Контрольній же групі не надали ні якоря, ні пояснення. Незалежно від того, як їх інформували і чи правильно їх інформували (надавали правильне число лікарів), у всіх експериментальних групах оцінки кількості лікарів були вищі, ніж у контрольній. Тобто, незважаючи на те, що учасники експериментів були свідомі ефекту якорування, вони не змогли його уникнути. Пізніше дослідження також показало, що навіть коли учасникам запропонували грошову винагороду, вони не змоги ефективно скоригувати вплив якоря.

## Причини
Для пояснення причини виникнення якорування було висунуто декілька теорій. І хоча деякі пояснення більш поширені, ніж інші, науковці ще не досягли консенсусу, яка з них є найкращою. В одному з досліджень щодо причин якорування, його автору описали якорування як таке, що легко продемонструвати, але важко пояснити. Принаймні одна група вчених вважає, що причин є багато, ефект «якорування» насправді є декілька різних ефектів.

### Якорування-та-коригування
В своєму першому дослідженні цього ефекту, Тверські та Канеман висунули точку зору, яку пізніше назвали якорування-та-коригування. Відповідно до цієї теорії, після встановлення якоря, люди коригують від нього для отримання своєї фінальної відповіді; однак, їх коригування недостатні, і їх остаточний здогад залишається ближче до якоря, ніж був би без нього. Інші дослідники також виявили докази для підтримки цього пояснення.
Однак, більш пізні дослідження критикували цю модель, оскільки її можна застосовувати лише коли первинний якір за межами прийнятного інтервалу. Наприклад, при використанні вищенаведеного прикладу: оскільки Махатма Ганді явно не міг померти у віці 9 років, люди коригували від цього віку. Якби був запропонований прийнятний вік, то коригування б не відбулось. Тому на думку критиків, ця теорія не може пояснити ефект коригування.
Інше дослідження довело, що ефект якорування діє навіть коли якір підсвідомий. Відповідно до теорії Тверські та Канемана, це не можливо, оскільки якорування є наслідком лише свідомого коригування. З огляду на ці аргументи, теорія якорування-та-коригування більш не є популярною.

### Селективна доступність
Одночасно з критикою якорування-та-коригування, те саме дослідження запропонувало альтернативне пояснення — селективна доступність, яка розроблена на основі теорії «підтверджувальне тестування гіпотези». Зокрема, селективна доступність передбачає, що коли людині наданий якір, вона («суддя» — людина, яка робить якесь судження) оцінює гіпотезу, що якір є прийнятною відповіддю. Припускаючи, що ні, суддя переходить до наступного здогаду, але не раніше, ніж оцінить всі суттєві атрибути самого якоря. І при оцінці нової відповіді, суддя розглядає те, в чому вона схожа на якір, що і спричиняє ефект якорування. Ця гіпотеза емпірично підтверджена різними дослідженнями. Це пояснення передбачає, що суддя вважає якір достатньо вірогідним, щоб його відразу не відкинути і мати змогу вивчити його атрибути.

### Зміна ставлення
Більш недавно, було запропонована третє пояснення якорування — стосовно зміни ставлення. Згідно з цією теорією, надання якоря змінює ставлення людини на більш сприйнятливе до характеристик цього якоря, створюючи таке упередження, щоб майбутні відповіді мали характеристики, схожі на якір. Головні прихильники цієї теорії вважають її альтернативним поясненням, яке однак узгоджується з більш ранніми дослідженнями щодо якорування-та-коригування та селективної доступності.

## Фактори, які впливають на якорування

### Настрій
Значна кількість досліджень виявила зв'язок між сумним настроєм чи депресією з більш широкою та точною оцінкою проблем. Через це, ранні дослідження висували теорію, що людина з більш депресивним настроєм використовуватиме якорування менше, ніж більш задоволені люди. Однак останні дослідження вказують на протилежний ефект: сумні люди з більшою ймовірністю використають якорування, ніж люди зі щасливим або нейтральним настроєм.

### Досвід
Ранні дослідження встановили, що експерти (люди зі значними знаннями, досвідом або спеціальними знаннями в певній галузі) чинили більший спротив ефекту якорування. Однак, численні наступні дослідження продемонстрували, що хоча досвід може деколи знизити ефект, навіть експерти піддаються якоруванню. У дослідженні, присвяченому якоруванню у судових рішеннях, дослідники встановили, що навіть досвідчені юристи піддаються якоруванню. І це залишалось вірним, навіть коли якорі були довільними і жодним чином не пов'язаними з судовою справою.

### Особистість
Дослідження вказали на кореляцію впливу якорування з більшістю з п'яти великих рис особистості. Люди з високою доброзичливістю та сумлінністю з більшою ймовірністю піддаються впливу якорування, а виражені екстроверти — менше. Інше дослідження показало, що більш відкриті до нового досвіду більше піддаються якоруванню.

### Когнітивна здатність
Вплив когнітивної здатності на якорування викликає сумнів. Нещодавне дослідження щодо готовності сплачувати за товари широкого вжитку показало, що якорування знижувалось при більшій когнітивній здатності, але не зникало зовсім. Але в іншому дослідженні було показано, що когнітивна здатність не мала суттєвого впливу на схильність людини до використання якорування.

## Якорування у перемовинах
У переговорах якорування визначається як концепція встановлення межі, що окреслює базові обмеження перемовин; відповідно, ефект якорування — це феномен, коли ми встановлюємо нашу оцінку справжньої вартості обговорюваного предмету. Додатково до початкового дослідження Тверські та Канемана, багато інших досліджень також показали, що якорування може сильно вплинути оціночну вартість предмету. Наприклад, хоча учасники перемовин, як правило, оцінюють пропозицію на основі багатьох характеристик, дослідження показують, що існує тенденція приділяти більшу увагу лише одному аспекту. Тому навмисна початкова точка може сильно вплинути на розбіг можливих контрпропозицій. Процес пропозицій та контрпропозицій, як правило, закінчується взаємовигідним результатом. Однак багато досліджень показали, що початкова пропозиція має більший вплив на результат переговорів, ніж наступні контрпропозиції.
Демонстрація сили якорування була здійснена протягом семінарів зі стратегічних переговорів. На семінарі учасників розподілили на дві групи: покупці та продавці. Кожна сторона отримала однакову інформацію про іншу сторону перед початком переговорів у парах. Після цієї вправи обидва учасники розповідали про свої враження. Результати показують, що те, де учасники якорують переговори, сильно впливає на їх успіх.
Якорування впливає на кожного, навіть на професіоналів своєї справи. Норткрафт та Ніле провели дослідження для виміру різниці в оціночній вартості будинку між студентами та агентами з нерухомості. В цьому експерименті обом групам був показаний будинок та надані різні запитувані ціни. Після того, як учасники зробили свої пропозиції, кожну групу попросили навести фактори, які вплинули на їх рішення. У наступних інтерв'ю агенти з нерухомості заперечили, що на них вплинула початкова ціна, однак результати показують, що якір впливав однаково на обидві групи.
Якорування може мати і більш прихований вплив на переговори. Янишевські та Уй досліджували ефекти «точності» якоря. Учасники читали початкову ціну за будинок на пляжі, а потім вказували реальну, на їх думку, ціну. Вони отримували або загальний, начебто «не точний» якір ($800 000), або більш «точний» якір ($799 800). Учасники, яким надали загальний якір, коригували свою оцінку більше, ніж ті, хто отримав більш точний якір (в середньому $751 867 vs $784 671). Автори дослідження вважають, що цей ефект пов'язаний з різницею в шкалі: якір впливає не лише на початкову вартість, а й на початкову шкалу. Коли людині буде запропоновано загальний якір $20, вона почне коригувати більшими частками ($19, $21, тощо), а коли більш детальний якір $19,85, вона буде коригувати меншими частками ($19,75, $19,95, тощо). І тому більш деталізована початкова ціна призведе до того, що фінальна ціна буде ближчою до початкової.

## Приклади
Якщо художник починає роботу над картиною, наприклад, з фону, то це може спричинити, що він буде навантажувати фон більшим кількістю деталей, ніж інші частини картини.
Для того, щоб уникнути якорування, наприклад лікарі можуть використовувати різні стратегії, наприклад:
- Враховувати всі дані, які можуть бути важливими для діагностики, незалежно від того, з якого джерела вони надійшли. Наприклад, не ігнорувати симптоми, якщо вони не відповідають результатам лабораторних тестів, або не проігнорувати результати лабораторних тестів, якщо вони не відповідають симптомам.

- Не фокусуватися тільки на одному факторі, а заглянути на ситуацію цілком. Наприклад, хоча б раз на певний проміжок часу запросити у пацієнта повний список симптомів, а не тільки ті, що виникають найчастіше.

- Дотримуватися принципу "порівняння із найгіршим", тобто розглядати різні варіанти діагнозу, навіть якщо один з них є найбільш ймовірним. Наприклад, розглядати можливість наявності інших хвороб, якщо певна хвороба виключена.

- Консультуватися з іншими лікарями і спеціалістами, щоб отримати інший погляд на ситуацію.

- Продовжувати моніторити стан пацієнта і використовувати нову інформацію для оновлення діагнозу.